# اولی لانکاشر
اولی لانکاشر (انگلیسی: Olly Lancashire؛ زادهٔ ۱۳ دسامبر ۱۹۸۸) بازیکن فوتبال اهل بریتانیا است.
از باشگاه‌هایی که در آن بازی کرده‌است می‌توان به باشگاه فوتبال والسال، باشگاه فوتبال ساوت‌همپتون، باشگاه فوتبال گریمزبی تاون، باشگاه فوتبال آلدرشات تاون، و باشگاه فوتبال روچدیل اشاره کرد.